# Calochlaena
Calochlaena, rod papratnica iz porodice diksonijevki. Pripada mu pet vrsta rširenih od Filipina i Jave do Australije i Samoe

## Opis
Kopnene paprati, rizomi puzavi, obrasli čekinjastim ili mekim dlačicama. Listovi visoki; stručak pri dnu dlakav; lamina 3-4-perasta, ± kožasta, dlakava do gola. Sorusi rubni, induzij s 2 ventila, s pravim i lažnim induzijem; unutarnji induzij membranozan, često režnjevit.

## Rasprostranjenost i pojava
Svijet: 5 vrsta, tropska do umjerena područja. Australija: 2 vrste, Queensland, Novi Južni Wales, Victoria, Tasmanija.

## Vrste
1. Calochlaena dubia (R.Br.) M.D.Turner & R.A.White
2. Calochlaena javanica (Blume) M.D.Turner & R.A.White
3. Calochlaena novae-guineae (Rosenst.) M.D.Turner & R.A.White
4. Calochlaena straminea (Labill.) M.D.Turner & R.A.White
5. Calochlaena villosa (C.Chr.) M.D.Turner & R.A.White